# Медоле
Медоле (італ. Medole) — муніципалітет в Італії, у регіоні Ломбардія, провінція Мантуя.
Медоле розташоване на відстані близько 420 км на північ від Рима, 105 км на схід від Мілана, 29 км на північний захід від Мантуї.

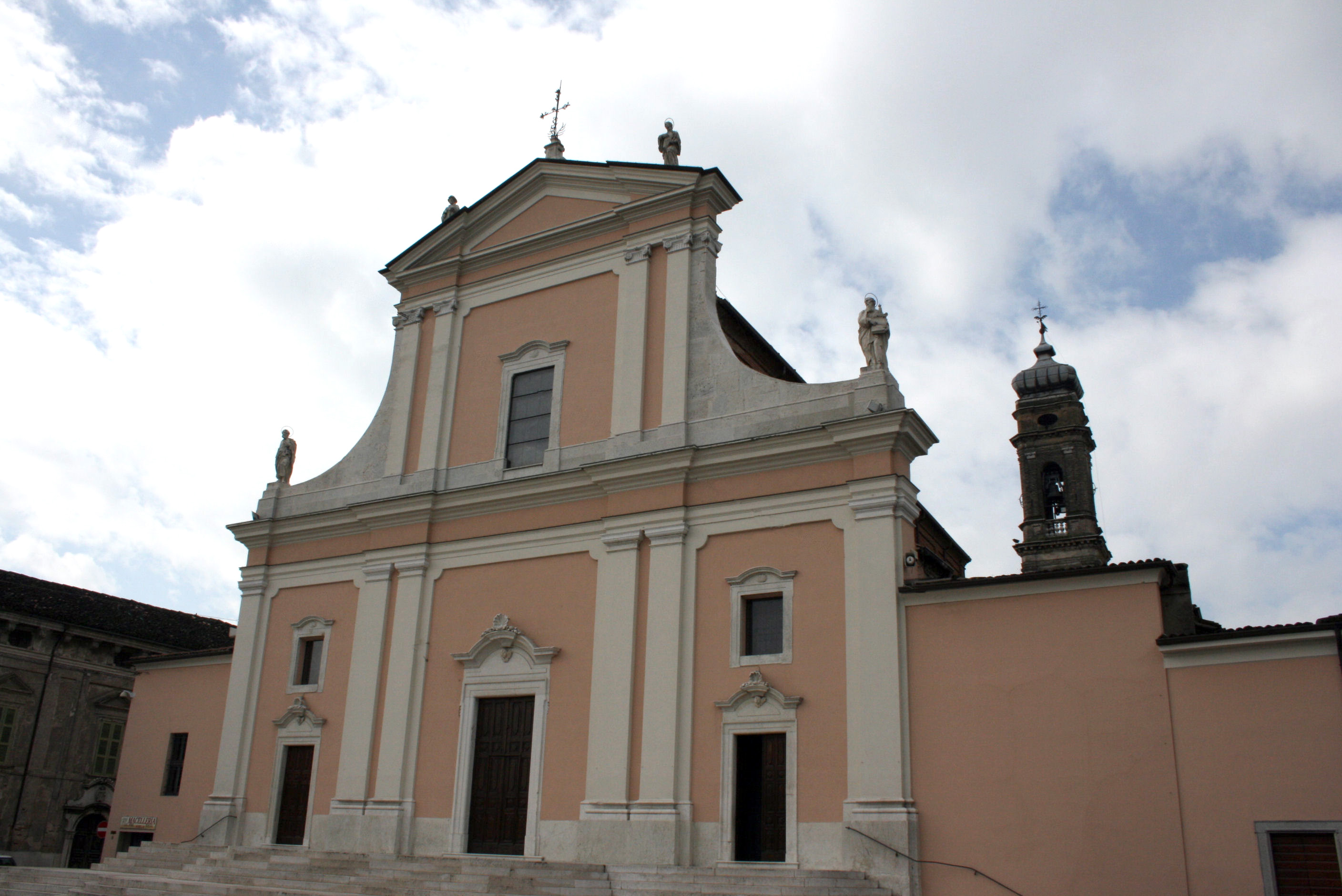

Населення — 4070 осіб (2014).

## Демографія
Населення за роками:

Станом на 1 січня 2023 року в муніципалітеті офіційно проживало 550 іноземців з 35 країн, серед них 115 громадян країн Євросоюзу та 23 громадяни України.

## Сусідні муніципалітети
- Кастель-Гоффредо
- Кастільйоне-делле-Стів'єре
- Кавріана
- Черезара
- Гуїдіццоло
- Сольферино